# 乘氏县
乘氏县，中国古县名。
西汉置，治所在今山东省巨野县西南。景帝时为侯国。《史记·惠景间侯者年表》：景帝中元五年（前145年），以梁孝王子买为乘氏侯，即此。后为县。属济阴郡，南朝宋废。